# Rhipidia bryanti
Rhipidia bryanti là một loài ruồi trong họ Limoniidae. Chúng phân bố ở miền Tân bắc.